# Bankia gouldi
Bankia gouldi is een tweekleppigensoort uit de familie van de Teredinidae. De wetenschappelijke naam van de soort is voor het eerst geldig gepubliceerd in 1908 door Bartsch.